# 金鐘

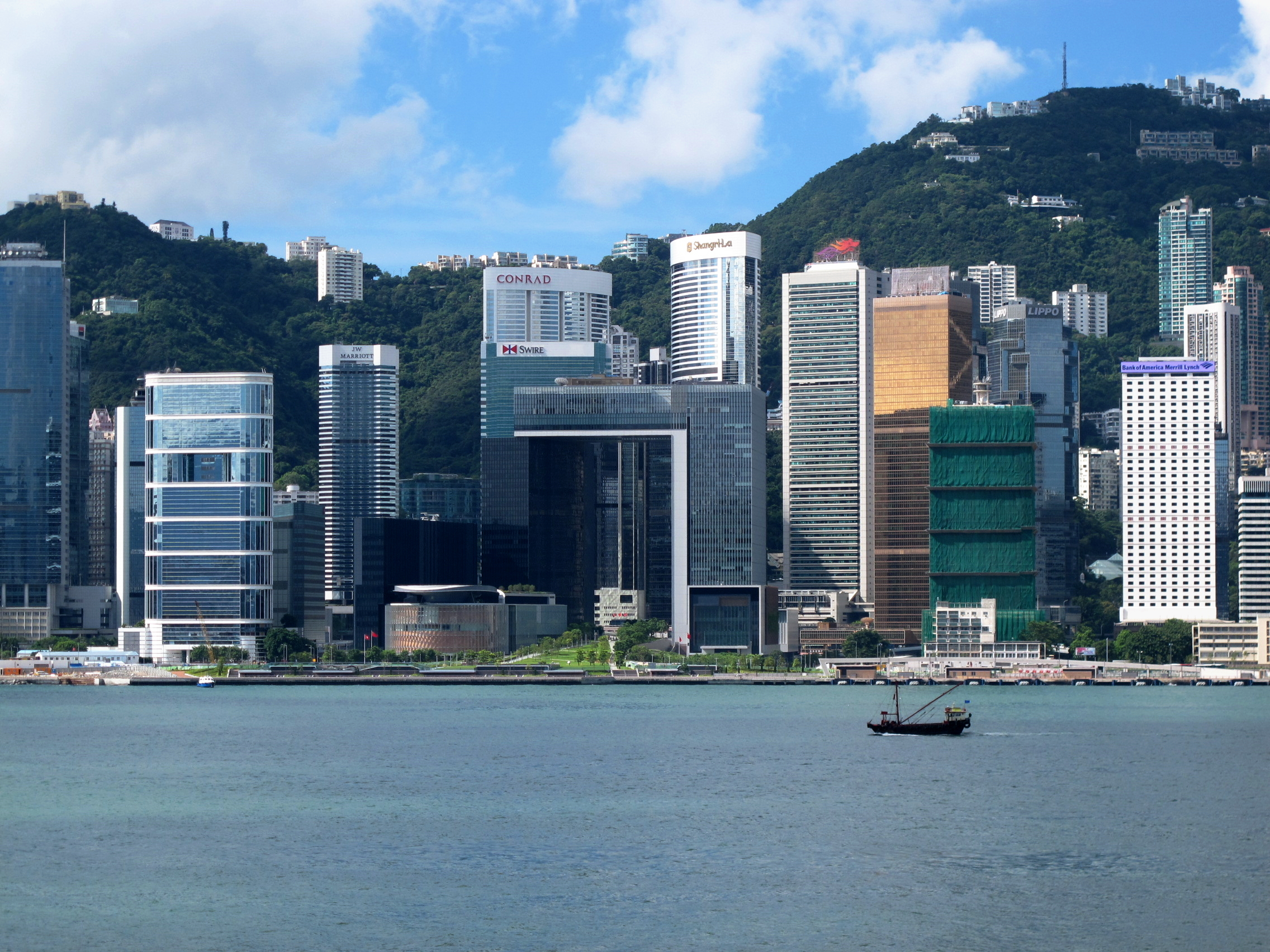
金鐘

金鐘（きんしょう、広東語読み: ガムツォン、英: Admiralty アドミラルティ）は、香港島中心部の、商業、住宅、官庁街である。「アドミラルティ」の名は、かつて同地にあったイギリス海軍の基地名 (Admiralty Dock) に由来する。
香港18区では中西区に属する。金鐘はビジネス街中環、庶民的な商店街と官庁街が入り混じる湾仔にはさまれた地区である。
香港政府の本部があり、英国をはじめとする各国領事館が多く、ピークトラムの下の乗り場はここにある。香港島を代表する都市公園である香港公園もある。
中環は、ビジネス街と、ごちゃごちゃした飲食店街や香港庶民の街も広がるが、ここ金鐘はほぼビジネス街で、世界的銀行の香港支店や、香港を代表する企業の本社などが軒を連ねる。

## 金鐘駅
MTR金鐘駅は、荃湾線と、港島線、東鉄線、南港島線の乗り換え駅である。中環駅でも乗り換えは可能だが、駅の構造上、金鐘駅の方が簡便に乗り換えることができる。MTR社の路線図でも、金鐘駅での乗換えを推奨するような記載がなされている（）
また、駅近辺には、多くの路線が発着するバスターミナルがある。
金鐘駅からは、香港公園と、西武と英国系百貨店 "Lane Crawford" の入っている高級ショッピングモール兼オフィスビルパシフィックプレイス（太古廣場）に直結し、それに隣接するようにアイランドシャングリラホテル、コンラッド・ホテル、マリオットホテルなど、香港有数の高級ホテルもある。

## 香港公園
香港公園には、体育館、スカッシュ場（香港壁球中心）、温室、茶具文物館などの施設がある。また、高等法院（高等裁判所）はここ、トラム沿いにある。